# Meilenstein (Lüttchendorf Ost)

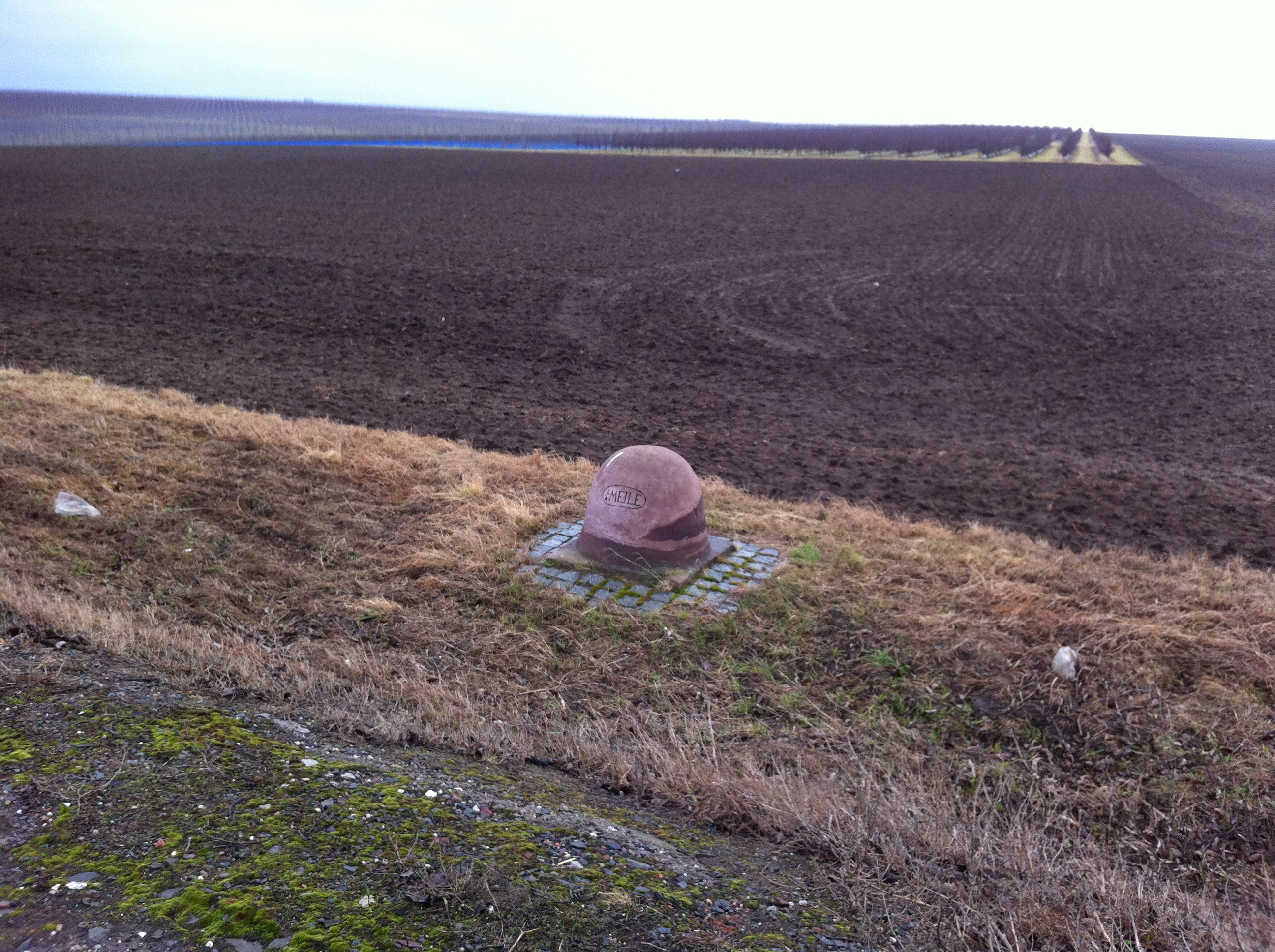
Preußischer Viertelmeilenstein bei Lüttchendorf

Der Meilenstein östlich bei Lüttchendorf ist ein Kleindenkmal in der Gemeinde Seegebiet Mansfelder Land im Landkreis Mansfeld-Südharz in Sachsen-Anhalt.
Meilensteine gehören zur Grundausstattung preußischer Staatschausseen und fanden sich früher alle 1,883 Kilometer, was einer preußischen Viertelmeile entspricht. Ein solcher Viertelmeilenstein steht östlich von Lüttchendorf gegenüber dem Chausseehaus an der heutigen Bundesstraße 80. Diese wurde in den Jahren 1824 bis 1826 zwischen Langenbogen und Nordhausen als Teilstück der Chaussee von Berlin nach Kassel erbaut. Der Nullpunkt der Straße befand sich am Dönhoffplatz in Berlin, wo ein Nullmeilenstein den Anfang der Chaussee markierte. Der Stein bei Lüttchendorf steht für die Entfernung von 25,25 Meilen von Berlin, was etwas mehr als 190 Kilometern entspricht.
Der Distanzanzeiger war seit Jahrzehnten halb im Erdreich versunken, bevor er im Jahr 1999 wieder angehoben und aufgestellt wurde. Er war durchgebrochen und wurde saniert. Der Meilenstein trägt heute wieder die übliche Inschrift 1/4 Meile, die zwischenzeitlich verwittert war, und wurde im Jahr 2002 unter Denkmalschutz gestellt. Er findet sich daher auch im Denkmalverzeichnis mit der Erfassungsnummer 094 10217 registriert. Wie alle Steine zwischen Langenbogen und der heutigen Stadtgrenze von Eisleben stammt der Viertelmeilenstein von Lüttchendorf nachweislich aus dem Jahr 1826, in welchem das Fehlen moniert wurde.